# Norddeutsche Fußballmeisterschaft 1923/24

Der Hamburger SV wurde zum vierten Mal hintereinander norddeutscher Fußballmeister

Die norddeutsche Fußballmeisterschaft 1923/24 war die 18. vom Norddeutschen Fußball-Verband ausgetragene Fußballmeisterschaft. Sieger wurde der Hamburger SV im Endrundenturnier mit drei Punkten Vorsprung vor Eintracht Braunschweig und Union 03 Altona. Durch diesen Sieg qualifizierte sich die Hamburger für die Deutsche Fußballmeisterschaft 1923/24, bei der sie nach Siegen über die Vereinigten Breslauer Sportfreunde und der SpVgg 1899 Leipzig-Lindenau das Finale erreichten. Das am 9. Juni 1924 im Deutschen Stadion in Berlin ausgetragene Spiel ging mit 0:2 gegen den 1. FC Nürnberg verloren.

## Modus und Übersicht
Zu dieser Spielzeit fand der Spielbetrieb in den Bezirksklassen Alster, Elbe, Lübeck-Mecklenburg, Nordhannover, Schleswig-Holstein, Südkreis I, Südkreis II, Vorpommern, Weser und Jade statt. Die Sieger qualifizierten sich für die norddeutsche Fußballendrunde. Zusätzlich wurden in einigen Bezirken zwischen den Staffelsiegern noch der Bezirksmeister ausgespielt.
| Bezirk                          | Meister                | Vizemeister         |
| ------------------------------- | ---------------------- | ------------------- |
| Groß-Hamburg (Alster, Elbe)     | Hamburger SV           | Union 03 Altona     |
| Lübeck-Mecklenburg              | VfR Lübeck             |                     |
| Nordhannover                    | Rasensport Harburg     |                     |
| Schleswig-Holstein              | Holstein Kiel          |                     |
| Strelitz-Vorpommern             | Stralsunder SV 07      |                     |
| Südkreis (Staffel 1, Staffel 2) | Eintracht Braunschweig | SV Arminia Hannover |
| Westkreis (Weser, Jade)         | VfB Komet Bremen       | VfB Wilhelmshaven   |

## Bezirksliga Groß-Hamburg
Die Bezirksliga Groß-Hamburg war in dieser Spielzeit in die Gruppen Alsterkreis und Elbekreis unterteilt. Die Sieger beider Staffeln qualifizierten sich für die norddeutsche Fußballendrunde und spielten ab dieser Saison ebenfalls den Fußballmeister Groß-Hamburgs in einem Finalspiel aus.

### Alsterkreis
| Pl. | Verein                         | Sp. | S  | U | N  | Tore    | Quote | Punkte |
| --- | ------------------------------ | --- | -- | - | -- | ------- | ----- | ------ |
| 1.  | Hamburger SV (NM)              | 14  | 12 | 2 | 0  | 061:120 | 5,08  | 26:20  |
| 2.  | SC Victoria Hamburg            | 14  | 10 | 3 | 1  | 066:200 | 3,30  | 23:50  |
| 3.  | Eimsbütteler TV                | 14  | 8  | 2 | 4  | 040:230 | 1,74  | 18:10  |
| 4.  | SpVgg Polizei Hamburg          | 14  | 6  | 3 | 5  | 038:310 | 1,23  | 15:13  |
| 5.  | SV St. Georg                   | 14  | 6  | 2 | 6  | 049:340 | 1,44  | 14:14  |
| 6.  | SC Concordia Hamburg           | 14  | 2  | 2 | 10 | 024:720 | 0,33  | 06:22  |
| 7.  | Hamburg St. Pauli Turnverein a | 14  | 1  | 4 | 9  | 017:520 | 0,33  | 06:22  |
| 8.  | SV Uhlenhorst-Hertha           | 14  | 2  | 0 | 12 | 014:650 | 0,22  | 04:24  |

| (NM) | norddeutscher Titelverteidiger |

### Elbekreis
| Pl. | Verein                    | Sp. | S  | U | N | Tore    | Quote | Punkte |
| --- | ------------------------- | --- | -- | - | - | ------- | ----- | ------ |
| 1.  | Union 03 Altona           | 14  | 10 | 1 | 3 | 064:190 | 3,37  | 21:70  |
| 2.  | Altona 93                 | 14  | 10 | 0 | 4 | 057:170 | 3,35  | 20:80  |
| 3.  | Ottensener SV 07          | 14  | 8  | 3 | 3 | 036:170 | 2,12  | 19:90  |
| 4.  | St. Pauli Sportverein (N) | 14  | 7  | 5 | 2 | 027:190 | 1,42  | 19:90  |
| 5.  | Rothenburgsorter FK 1908  | 14  | 4  | 4 | 6 | 020:320 | 0,63  | 12:16  |
| 6.  | SC Nienstedten 1907       | 14  | 2  | 4 | 8 | 021:490 | 0,43  | 08:20  |
| 7.  | SpVgg Blankenese          | 14  | 2  | 3 | 9 | 012:590 | 0,20  | 07:21  |
| 8.  | FC Teutonia 05 Ottensen   | 14  | 1  | 4 | 9 | 021:460 | 0,46  | 06:22  |

| (N) | Aufsteiger |

### Finalspiel Groß-Hamburg
|                                   | Ergebnis |                                    |
| --------------------------------- | -------- | ---------------------------------- |
| Hamburger SV (Sieger Alsterkreis) | 2:1      | Union 03 Altona (Sieger Elbekreis) |

### Relegationsrunde Groß-Hamburg
In der Relegationsrunde trafen die jeweils letztplatzierten Vereine beider Staffeln auf die Sieger der vier zweitklassigen A-Klassen. Am Ende belegten zwei Zweitligisten die beiden vordersten Plätze und stiegen in die Bezirksliga Groß-Hamburg auf.
| Pl. | Verein                                                  | Sp. | S | U | N | Tore    | Quote | Punkte |
| --- | ------------------------------------------------------- | --- | - | - | - | ------- | ----- | ------ |
| 1.  | Wandsbeker FC (Sieger A-Klasse Staffel 3)               | 5   | 4 | 1 | 0 | 012:400 | 3,00  | 09:10  |
| 2.  | Holsatia Elmshorn (Sieger A-Klasse Staffel 1)           | 5   | 2 | 2 | 1 | 010:900 | 1,11  | 06:40  |
| 3.  | SuS Bergedorf (Sieger A-Klasse Staffel 4)               | 5   | 2 | 1 | 2 | 006:500 | 1,20  | 05:50  |
| 4.  | FC Teutonia 05 Ottensen (Letztplatzierter Staffel Elbe) | 5   | 2 | 1 | 2 | 009:120 | 0,75  | 05:50  |
| 5.  | SV Uhlenhorst-Hertha (Letztplatzierter Staffel Alster)  | 5   | 2 | 0 | 3 | 009:900 | 1,00  | 04:60  |
| 6.  | Eintracht Lokstedt (Sieger A-Klasse Staffel 2)          | 5   | 0 | 1 | 4 | 004:110 | 0,36  | 01:90  |

## Bezirksliga Lübeck-Mecklenburg
Die Bezirksliga Lübeck-Mecklenburg entstand aus der Kreisliga Ostkreis aus der vorherigen Spielzeit und wurde in dieser Spielzeit erneut in einer Staffel mit acht Mannschaften ausgetragen. Sieger wurde der VfR Lübeck.
| Pl. | Verein               | Sp. | S | U | N | Tore    | Quote | Punkte |
| --- | -------------------- | --- | - | - | - | ------- | ----- | ------ |
| 1.  | VfR Lübeck           | 14  | 8 | 3 | 3 | 034:230 | 1,48  | 19:90  |
| 2.  | Schweriner FC 03     | 14  | 7 | 4 | 3 | 029:180 | 1,61  | 18:10  |
| 3.  | Rostocker SC 1895    | 14  | 5 | 5 | 4 | 029:240 | 1,21  | 15:13  |
| 4.  | SV Phönix Lübeck b c | 14  | 6 | 3 | 5 | 025:230 | 1,09  | 15:13  |
| 5.  | Lübecker BV 03 c (M) | 14  | 3 | 7 | 4 | 026:250 | 1,04  | 13:15  |
| 6.  | VfL Schwerin         | 14  | 4 | 4 | 6 | 026:290 | 0,90  | 12:16  |
| 7.  | Lübecker SV 1913 d   | 14  | 4 | 3 | 7 | 018:280 | 0,64  | 11:17  |
| 8.  | Oldesloer SV e (N)   | 14  | 3 | 3 | 8 | 018:350 | 0,51  | 09:19  |

| (M) | Titelverteidiger Lübeck-Mecklenburg (Ostkreis) |
| (N) | Aufsteiger                                     |

Aufstiegsspiel:
|                         | Gesamt |                   | Hinspiel | Rückspiel |
| ----------------------- | ------ | ----------------- | -------- | --------- |
| FC Germania 1904 Wismar | 10:1   | SV Polizei Lübeck | 6:0      | 4:1       |

## Bezirksliga Nordhannover
Die Bezirksliga Nordhannover wurde, wie im Vorjahr (Kreisliga Nordhannover), in einer Staffel mit acht Mannschaften ausgetragen.
| Pl. | Verein                | Sp. | S  | U | N  | Tore    | Quote | Punkte |
| --- | --------------------- | --- | -- | - | -- | ------- | ----- | ------ |
| 1.  | Rasensport Harburg    | 14  | 10 | 3 | 1  | 039:190 | 2,05  | 23:50  |
| 2.  | MTV Harburg           | 14  | 8  | 2 | 4  | 032:190 | 1,68  | 18:10  |
| 3.  | Viktoria Wilhelmsburg | 14  | 8  | 2 | 4  | 028:210 | 1,33  | 18:10  |
| 4.  | Harburger TB 1865     | 14  | 8  | 1 | 5  | 035:300 | 1,17  | 17:11  |
| 5.  | Wilhelmsburger FV 09  | 14  | 7  | 1 | 6  | 030:310 | 0,97  | 15:13  |
| 6.  | Borussia Harburg (M)  | 14  | 6  | 2 | 6  | 030:200 | 1,50  | 14:14  |
| 7.  | FC Normannia Harburg  | 14  | 3  | 1 | 10 | 019:360 | 0,53  | 07:21  |
| 8.  | SC Uelzen 09 (N)      | 14  | 0  | 0 | 14 | 010:470 | 0,21  | 0:28   |

| (M) | Titelverteidiger Nordhannover |
| (N) | Aufsteiger                    |

Relegationsrunde:
| Pl. | Verein           | Sp. | S | U | N | Tore    | Quote | Punkte |
| --- | ---------------- | --- | - | - | - | ------- | ----- | ------ |
| 1.  | Viktoria Harburg | 4   | 2 | 1 | 1 | 007:500 | 1,40  | 05:30  |
| 2.  | SC Uelzen 09     | 4   | 2 | 0 | 2 | 009:400 | 2,25  | 04:40  |
| 3.  | Teutonia Uelzen  | 4   | 1 | 1 | 2 | 002:900 | 0,22  | 03:50  |

## Bezirksliga Schleswig-Holstein
Die Bezirksliga Schleswig-Holstein (letzte Saison Kreisliga Nordkreis) wurde in dieser Spielzeit erneut in einer Staffel mit acht Mannschaften ausgetragen. Der Spielbetrieb wurde aus unbekannten Gründen nicht zu Ende geführt, durch einen Beschluss des Verbandes wurde Holstein Kiel zum Bezirksmeister erklärt.
| Pl. | Verein                      | Sp. | S  | U | N  | Tore    | Quote | Punkte |
| --- | --------------------------- | --- | -- | - | -- | ------- | ----- | ------ |
| 1.  | Holstein Kiel (M)           | 13  | 12 | 1 | 0  | 046:700 | 6,57  | 25:10  |
| 2.  | FVgg Kilia Kiel             | 12  | 11 | 1 | 0  | 057:100 | 5,70  | 23:10  |
| 3.  | SV Hohenzollern-Hertha Kiel | 14  | 8  | 0 | 6  | 033:370 | 0,89  | 16:12  |
| 4.  | VfB Union-Teutonia Kiel     | 13  | 5  | 2 | 6  | 025:230 | 1,09  | 12:14  |
| 5.  | VfL 1923 Kiel e             | 13  | 6  | 0 | 7  | 027:340 | 0,79  | 12:14  |
| 6.  | Borussia Gaarden            | 14  | 4  | 1 | 9  | 020:360 | 0,56  | 09:19  |
| 7.  | Preußen 1909 Itzehoe        | 13  | 2  | 1 | 10 | 013:550 | 0,24  | 05:21  |
| 8.  | Olympia Neumünster          | 14  | 2  | 0 | 12 | 017:360 | 0,47  | 04:24  |

| (M) | Titelverteidiger Schleswig-Holstein (Nordkreis) |

## Bezirksliga Strelitz-Vorpommern
Aus der Bezirksliga Strelitz-Vorpommern ist nur der Sieger, Stralsunder SV 07, überliefert.

## Bezirksliga Südkreis
Die Bezirksliga Südkreis war in dieser Spielzeit erneut in zwei Staffeln unterteilt. Die beiden Staffelsieger qualifizierten sich für die norddeutsche Endrunde, ermittelten in einem Finale ab diesem Jahr dazu noch den Bezirksmeister Südkreis.

### Staffel 1
| Pl. | Verein                | Sp. | S  | U | N  | Tore    | Quote | Punkte |
| --- | --------------------- | --- | -- | - | -- | ------- | ----- | ------ |
| 1.  | SV Arminia Hannover   | 14  | 14 | 0 | 0  | 092:700 | 13,14 | 28:0   |
| 2.  | Hannoverscher SC 02   | 14  | 7  | 4 | 3  | 027:260 | 1,04  | 18:10  |
| 3.  | VfB Peine             | 14  | 6  | 4 | 4  | 038:270 | 1,41  | 16:12  |
| 4.  | BV Werder Hannover    | 13  | 7  | 1 | 5  | 041:390 | 1,05  | 15:11  |
| 5.  | Germania Wolfenbüttel | 12  | 6  | 2 | 4  | 020:160 | 1,25  | 14:10  |
| 6.  | FV Sport Hannover f   | 13  | 3  | 0 | 10 | 016:490 | 0,33  | 06:20  |
| 7.  | Goslarer SC 08        | 14  | 3  | 0 | 11 | 023:540 | 0,43  | 06:22  |
| 8.  | RSV Hildesheim (N)    | 14  | 1  | 3 | 10 | 013:520 | 0,25  | 05:23  |

| (N) | Aufsteiger |

### Staffel 2
| Pl. | Verein                 | Sp. | S  | U | N | Tore    | Quote | Punkte |
| --- | ---------------------- | --- | -- | - | - | ------- | ----- | ------ |
| 1.  | Eintracht Braunschweig | 14  | 10 | 1 | 3 | 043:130 | 3,31  | 21:70  |
| 2.  | SpVgg Hildesheim 07    | 14  | 7  | 2 | 5 | 029:350 | 0,83  | 16:12  |
| 3.  | Niedersachsen Hannover | 14  | 5  | 5 | 4 | 029:240 | 1,21  | 15:13  |
| 4.  | Eintracht Hannover     | 14  | 5  | 4 | 5 | 021:240 | 0,88  | 14:14  |
| 5.  | SV 06 Lehrte (N)       | 14  | 5  | 2 | 7 | 028:300 | 0,93  | 12:16  |
| 6.  | VfB Braunschweig       | 14  | 4  | 4 | 6 | 023:280 | 0,82  | 12:16  |
| 7.  | Hannover 96            | 14  | 6  | 0 | 8 | 021:290 | 0,72  | 12:16  |
| 8.  | Borussia Hannover      | 14  | 3  | 4 | 7 | 026:370 | 0,70  | 10:18  |

| (N) | Aufsteiger |

### Finalspiel Südkreis
|                                        | Ergebnis |                                           |
| -------------------------------------- | -------- | ----------------------------------------- |
| SV Arminia Hannover (Sieger Staffel 1) | 2:6      | Eintracht Braunschweig (Sieger Staffel 2) |

### Relegationsrunde Südkreis
In der Relegationsrunde trafen die jeweils letztplatzierten Vereine beider Staffeln auf die Sieger der drei zweitklassigen Ligen. Am Ende belegten zwei Zweitligisten die beiden vordersten Plätze und stiegen in die Bezirksliga Südkreis (zur kommenden Spielzeit Bezirksliga Südhannover-Braunschweig) auf.
| Pl. | Verein            | Sp. | S | U | N | Tore    | Quote | Punkte |
| --- | ----------------- | --- | - | - | - | ------- | ----- | ------ |
| 1.  | Leu Braunschweig  | 4   | 3 | 0 | 1 | 015:700 | 2,14  | 06:20  |
| 2.  | SV Linden 07      | 4   | 3 | 0 | 1 | 010:500 | 2,00  | 06:20  |
| 3.  | Borussia Hannover | 4   | 2 | 0 | 2 | 010:900 | 1,11  | 04:40  |
| 4.  | RSV Hildesheim    | 4   | 1 | 1 | 2 | 005:120 | 0,42  | 03:50  |
| 5.  | FC 1919 Kleefeld  | 4   | 0 | 1 | 3 | 003:100 | 0,30  | 01:70  |

## Bezirksliga Westkreis
Die Bezirksliga Westkreis war in dieser Spielzeit erneut in zwei Staffeln (Weser und Jade) unterteilt. Die beiden Staffelsieger qualifizierten sich für die norddeutsche Endrunde, ermittelten in einem Finale ab diesem Jahr dazu noch den Bezirksmeister Westkreis.

### Staffel Weser
| Pl. | Verein                     | Sp. | S | U | N  | Tore    | Quote | Punkte |
| --- | -------------------------- | --- | - | - | -- | ------- | ----- | ------ |
| 1.  | VfB Komet Bremen           | 12  | 8 | 2 | 2  | 037:160 | 2,31  | 18:60  |
| 2.  | ABTS Bremen                | 12  | 9 | 0 | 3  | 031:190 | 1,63  | 18:60  |
| 3.  | Geestemünder SC            | 12  | 8 | 0 | 4  | 039:180 | 2,17  | 16:80  |
| 4.  | FV 1900 Woltmershausen (N) | 12  | 5 | 1 | 6  | 040:360 | 1,11  | 11:13  |
| 5.  | SV Werder Bremen           | 12  | 4 | 2 | 6  | 021:290 | 0,72  | 10:14  |
| 6.  | SV Hemelingen              | 12  | 3 | 3 | 6  | 020:260 | 0,77  | 09:15  |
| 7.  | Cuxhavener SV              | 12  | 1 | 0 | 11 | 006:500 | 0,12  | 02:22  |

| (N) | Aufsteiger |

Entscheidungsspiel Platz 1:
|                  | Ergebnis |             |
| ---------------- | -------- | ----------- |
| VfB Komet Bremen | 1:0      | ABTS Bremen |

### Staffel Jade
| Pl. | Verein                 | Sp. | S | U | N | Tore    | Quote | Punkte |
| --- | ---------------------- | --- | - | - | - | ------- | ----- | ------ |
| 1.  | VfB Wilhelmshaven      | 12  | 8 | 2 | 2 | 027:140 | 1,93  | 18:60  |
| 2.  | Bremer SV              | 12  | 8 | 0 | 4 | 032:170 | 1,88  | 16:80  |
| 3.  | Eintracht Bremen       | 12  | 7 | 1 | 4 | 020:210 | 0,95  | 15:90  |
| 4.  | FC Stern Bremen        | 12  | 5 | 2 | 5 | 025:150 | 1,67  | 12:12  |
| 5.  | SV Frisia Oldenburg    | 12  | 4 | 3 | 5 | 021:270 | 0,78  | 11:13  |
| 6.  | FC Hohenzollern Bremen | 12  | 3 | 1 | 8 | 014:300 | 0,47  | 07:17  |
| 7.  | VfB Oldenburg          | 12  | 2 | 1 | 9 | 015:300 | 0,50  | 05:19  |

### Finale Westkreis
|                                         | Ergebnis |                                         |
| --------------------------------------- | -------- | --------------------------------------- |
| VfB Komet Bremen (Sieger Staffel Weser) | 3:0      | VfB Wilhelmshaven (Sieger Staffel Jade) |

### Relegationsrunde Westkreis
In der Relegationsrunde trafen die jeweils letztplatzierten Vereine beider Staffeln auf die Sieger der vier zweitklassigen 1. Kreisklassen. Der VfB Oldenburg setzte sich durch und verblieb in der Bezirksliga, der Bremer BV Union stieg dank des zweiten Platzes in die Bezirksliga auf. Der Cuxhavener SV erreichte hingegen nur den vierten Platz, was den Abstieg in die Zweitklassigkeit bedeutete.
| Pl. | Verein                 | Sp. | S | U | N | Tore    | Quote | Punkte |
| --- | ---------------------- | --- | - | - | - | ------- | ----- | ------ |
| 1.  | VfB Oldenburg          | 5   | 4 | 1 | 0 | 020:100 | 2,00  | 09:10  |
| 2.  | Bremer BV Union        | 5   | 3 | 2 | 0 | 016:500 | 3,20  | 08:20  |
| 3.  | Frisia Wilhelmshaven   | 4   | 2 | 1 | 1 | 011:900 | 1,22  | 05:30  |
| 4.  | Cuxhavener SV          | 4   | 1 | 0 | 3 | 009:160 | 0,56  | 02:60  |
| 5.  | SuS Emden              | 4   | 1 | 0 | 3 | 013:200 | 0,65  | 02:60  |
| 6.  | SV Polizei Bremerhaven | 4   | 0 | 0 | 4 | 002:110 | 0,18  | 0:80   |

## Endrunde um die norddeutsche Fußballmeisterschaft
Die Endrunde um die norddeutsche Fußballmeisterschaft fand diese Saison zuerst im K.-o.-System statt. Nach der Qualifikation trafen die siegreichen Mannschaften im Rundenturnier in einer Einfachrunde aufeinander, um den norddeutschen Fußballmeister zu ermitteln. Der Hamburger SV setzte sich durch und wurde zum vierten Mal norddeutscher Fußballmeister.

### Qualifikation
Gespielt wurde am 16. März 1924. Das erste Spiel zwischen Komet Bremen und Arminia Hannover musste nach 45 Minuten beim Stand von 0:1 wegen schlechter Bodenverhältnisse abgebrochen werden. In der unteren Tabelle ist das Ergebnis des Wiederholungsspiels zu finden.
|                                                   | Ergebnis  |                                                      |
| ------------------------------------------------- | --------- | ---------------------------------------------------- |
| Eintracht Braunschweig (Meister Bezirk Südkreis)  | 4:0       | VfB Wilhelmshaven (Vizemeister Bezirk Westkreis)     |
| Hamburger SV (Meister Bezirk Groß-Hamburg)        | 8:0       | SV Stralsund 07 (Meister Bezirk Strelitz-Vorpommern) |
| Holstein Kiel (Meister Bezirk Schleswig-Holstein) | 5:1       | VfR Lübeck (Meister Bezirk Lübeck-Mecklenburg)       |
| VfB Komet Bremen (Meister Bezirk Westkreis)       | 2:1 n. V. | SV Arminia Hannover (Vizemeister Bezirk Südkreis)    |
| Rasensport Harburg (Meister Bezirk Nordhannover)  | 3:4       | Union 03 Altona (Vizemeister Bezirk Groß-Hamburg)    |

### Siegerstaffel
| Pl. | Verein                 | Sp. | S | U | N | Tore    | Quote | Punkte |
| --- | ---------------------- | --- | - | - | - | ------- | ----- | ------ |
| 1.  | Hamburger SV (NM)      | 4   | 3 | 1 | 0 | 015:200 | 7,50  | 07:10  |
| 2.  | Eintracht Braunschweig | 4   | 2 | 0 | 2 | 008:500 | 1,60  | 04:40  |
| 3.  | Union 03 Altona        | 4   | 1 | 2 | 1 | 008:900 | 0,89  | 04:40  |
| 4.  | Holstein Kiel          | 4   | 1 | 1 | 2 | 008:130 | 0,62  | 03:50  |
| 5.  | VfB Komet Bremen       | 4   | 1 | 0 | 3 | 005:150 | 0,33  | 02:60  |

| (NM) | norddeutscher Titelverteidiger |